# Тедеев, Эльбрус Сосланович
Эльбру́с Сосла́нович Теде́ев (укр. Ельбрус Сосланович Тедеєв; род. 5 декабря 1974, Ногир, Северо-Осетинская АССР) — украинский спортсмен и политик осетинского происхождения. Олимпийский чемпион 2004 года, трёхкратный чемпион мира (1995, 1999, 2002), чемпион Европы (1999) по вольной борьбе.
Член Партии регионов Украины с 2007 года. Народный депутат Украины V, VI и VII созывов. Первый заместитель главы Комитета Верховной Рады Украины по вопросам семьи, молодёжной политики, спорта и туризма.
С 2004 года президент Ассоциации спортивной борьбы Украины. 21 сентября 2013 года вошёл в Зал Славы Международной федерации объединённых стилей борьбы (FILA).

## Биография
Эльбрус родился неподалёку от Орджоникидзе (прежнее название Владикавказа), в селе Ногир. С 11 лет Эльбрус преодолевал пешком расстояние в 10 километров для тренировок в Орджоникидзе, на стадионе «Динамо». Первым тренером будущего чемпиона был Артур Базаев — призёр первенства СССР, обладатель Кубка мира.
На первенстве России среди взрослых 19-летнего спортсмена заметили украинские специалисты, которые и пригласили его на Украину. В 1993 году по приглашению главного тренера сборной Украины по вольной борьбе Бориса Савлохова переехал в Киев и принял украинское гражданство.
4 ноября 2001 года Эльбрус Тедеев женился на Фаине Засеевой. У Тедеевых три дочери: старшая Диана, средняя Татьяна, младшая Ева.
На Олимпийских играх 2004 года в Афинах Эльбрус Тедеев в финале победил двукратного чемпиона США — Джэмилла Келли.
На церемонии закрытия Олимпийских игр 2004 года в Афинах Эльбрус Тедеев нёс флаг Украины.
Двоюродный брат Эльбруса Дзамболат Тедеев (род. 1968) занимал пост главного тренера мужской сборной России по вольной борьбе с 2001 по 2012 годы.

## Цитаты
Спорт сформировал во мне определённое отношение к жизни, к её ценностям. А главная ценность — то окружение, в котором я «варился» … Друзья, с которыми делил кусок хлеба, тренировался. Мы тренировались с настоящим фанатизмом и готовы были этим заниматься круглосуточно. Бывало, что и в еде себе отказывали. Во время короткой передышки булку пожуй — и всё.— 

## Награды
- Орден «За заслуги» I степени (23 августа 2011 года) — за значительный личный вклад в становление независимости Украины, утверждение её суверенитета и международного авторитета, заслуги в государственной, социально-экономической, научно-технической, культурно-образовательной деятельности, добросовестное и безупречное служение Украинскому народу[10]
- Орден «За заслуги» II степени (18 августа 2004 года) — за достижение значительных спортивных результатов на XXVIII летних Олимпийских играх в Афинах, подъём международного авторитета Украины[11][12][13]
- Почётный знак отличия Президента Украины (23 августа 1995 года) — за выдающиеся спортивные достижения, личные заслуги в утверждении авторитета и мирового признания украинского спорта[14][13]
- Знак отличия Президента Украины — крест «За мужество» (7 августа 1996 года) — за выдающиеся спортивные победы на XXVI летних Олимпийских играх в Атланте, личный вклад в подъём авторитета и престижа Украины в мире[15]
- Заслуженный работник физической культуры и спорта Украины (4 сентября 2008 года) — за достижение высоких спортивных результатов на XXIX летних Олимпийских играх в Пекине (Китайская Народная Республика), проявлены мужество, самоотверженность и волю к победе, подъём международного авторитета Украины[16]
- Почётная грамота Кабинета Министров Украины (16 сентября 2004 года) — за выдающиеся спортивные достижения на XXVIII летних Олимпийских играх в Афинах[17]
- Международная премия за заслуги и достижения в спорте «Золотой Мангуст» (2015 год)[18]